# Bell Hooksová
Bell Hooksová nebo Bell Hooks (rodným jménem Gloria Jean Watkinsová, 25. září 1952, Hopkinsville – 15. prosince 2021, Berea) byla americká černošská spisovatelka, feministka a levicová aktivistka. Nejvíce proslula svými spisy o rase, genderu a třídě. Kapitalismus líčila jako systém třídního a genderového útlaku. Vydala kolem 40 knih, od esejů (zejm. Ain’t I a Woman: Black Women and Feminism, 1981), přes poezii až po knihy pro děti. Získala bakalářský titul Stanfordově univerzitě, magisterský titul na Wisconsinské univerzitě v Madisonu a doktorát na Kalifornské univerzitě v Santa Cruz. Svou akademickou kariéru zahájila v roce 1976 výukou angličtiny a etnických studií na Universitě Jižní Kalifornie. Později vyučovala na Stanfordově univerzitě, Yaleově univerzitě, New College of Florida, City College of New York a Berea College v jejím rodném Kentucky. Svůj literární pseudonym si vypůjčila od své prababičky z matčiny strany, která se jmenovala Bell Blair Hooksová. Psala ho často s malými písmeny na počátku jmen, aby "převedla pozornost čtenáře od postavy autora k dílu".